# Werner Bergengruen
Œuvres principales
Der Großtyrann und das Gericht (1935)
Der ewige Kaiser (1937)
Am Himmel wie auf Erden (1940)
Werner Bergengruen (né le 16 septembre 1892 à Riga en gouvernement de Livonie et mort le 4 septembre 1964 à Baden-Baden) est un journaliste et romancier germano-balte. Politiquement conservateur, il n'avait aucune estime pour les politiciens nazis et finit par être censuré par le régime. Après 1945, il se rapprocha du catholicisme.

## Biographie
Après avoir grandi à Lübeck et suivi ses études au lycée Sainte-Catherine de Lübeck, il commence à étudier la théologie à l'université de Marbourg en 1911.
Il participa à la Première Guerre mondiale comme lieutenant. En 1919, il s'engagea après la guerre dans la Baltische Landeswehr (Défense des pays baltes) pour lutter contre les communistes et les bolcheviks.
Le 4 octobre 1919, il épousa Charlotte Hensel (1896-1990), une descendante de la compositrice Fanny Mendelssohn et de Felix Mendelssohn, et la fille du mathématicien Kurt Hensel. De ce mariage il y a eu quatre enfants, Olaf, Luise, Maria et Alexandre.
Werner Bergengruen a commencé à écrire des romans et des nouvelles en 1922 dans des journaux tels que Ost-Informationen puis dans le Frankfurter Zeitung. Il décida de devenir écrivain à plein temps en 1927 bien que ses œuvres antérieures fussent d'une nature contemplative, religieuse ou posant des questions métaphysiques ; avec l'arrivée des nazis au pouvoir, il fut amené à écrire des œuvres plus politiques. Son roman le plus réussi, Der Großtyrann und das Gericht, publié en 1935, se situe à l'époque de la Renaissance : elle raconte l'histoire d'un tyran impitoyable jouant avec les faiblesses de ses subalternes. Ce roman a souvent été vu comme une allégorie de la situation politique de l’Allemagne d'alors.
En 1936 Bergengruen rejoint l'Église catholique qui répond mieux à ses positions chrétiennes et humanistes que conservatrices et nationalistes. La même année, il s'installe à Munich.
En 1937, il a été expulsé du "Reichsschrifttumskammer" étant considéré inapte à contribuer à la culture allemande. Bien que Bergengruen était politiquement conservateur convaincu, son catholicisme, ainsi que le fait que sa femme était juive, ont contribué à son rejet par le régime nazi.
En 1942, après la destruction de sa maison par des bombardements, il s'installa en Autriche à Achenkirch. Après la Seconde Guerre mondiale, il vécut en Suisse, puis à Rome et revint en 1958 en Allemagne pour les derniers temps de sa vie à Baden-Baden où il mourut.
Il rencontra le succès littéraire après la dernière guerre. Il est considéré comme un écrivain de l'émigration intérieure (« Innere Emigration ») contre le régime nazi. C'est la pensée humaniste et chrétienne qui traverse son œuvre.
En 1958, il est fait docteur honoris causa de l'Université Louis-et-Maximilien de Munich. La même année il est fait grand-croix de l'ordre du Mérite de la République fédérale d'Allemagne. Il reçoit également la décoration militaire prussienne Pour le Mérite.